# Maladie adénomatoïde kystique du poumon
 Mise en garde médicale
La maladie adénomatoïde kystique du poumon aussi nommée maladie adénomatoïde du poumon est une pathologie congénitale caractérisée par une prolifération anormale de tissu bronchique avec apparition de kystes pulmonaires. Cette pathologie survient un peu plus fréquemment chez les garçons que chez les filles et atteint n'importe quel lobe pulmonaire. Elle est unilobaire dans plus de 80 % des cas et atteint les deux poumons dans moins de 2 % des cas. Il existe une classification divisant cette pathologie en trois types en fonction de la taille des kystes et de l'aspect de l'épithélium dans ces kystes. Cette classification permet de porter un pronostic.
Autrefois rare depuis la première description de la maladie en 1949, cette pathologie a vu le nombre de cas détectés augmenter de façon très importante depuis l'utilisation en routine de l'échographie.

## Diagnostic
Cette malformation prenant très certainement sa source lors de l'organogenèse, plus précisément lors du passage entre la phase canaliculaire et la phase sacculaire du développement du poumon (24-25e semaine), l'examen échographique peut mettre en évidence cette affection dès cette période.
Dans le cadre d'un diagnostic périnatal, la clinique peut révéler une détresse respiratoire, un retard de croissance intra-utérin ou être diagnostiquée encore plus tard, dans un contexte d'infections respiratoires persistantes et/ou récurrentes.
Le diagnostic post-natal précis repose surtout sur un CT scan ou IRM vers 4-6 semaines, voir plus tôt si le nourrisson ne se porte pas bien. Un Angio-CT est aussi très utile pour évaluer si une séquestration pulmonaire est associée. Si une échographie périnatale est pratiquée, les kystes paraîtront solides jusqu'à résorption du liquide pulmonaire.

## Diagnostic différentiel
- emphysème congénital ;
- hernie diaphragmatique

De plus, la MAKP peut être associée à une séquestration pulmonaire.

## Classification et pronostic
La classification de Stocker définit 3 types de MAKP :
- type I : représente 70 % des MAKP, un à plusieurs kystes de 1-2cm de diamètre, voir plus. Le pronostic est généralement bon mis à part le risque accru de compression cave anténatale, donc d'hypoplasie pulmonaire et d'anasarque ;
- type II : environ 20 % des MAKP, morphologie mixte entre le type I et II ;
- type III : moins de 10 % des MAKP, morphologie polykystique de taille inférieure ou égale à 0,5 cm de diamètre, hyperéchogène à l'échographie.

## Évolution
Malgré une certaine controverse quant aux indications opératoires, il n'y a quasi aucune chance qu'un patient atteint de MAKP reste asymptomatique toute sa vie et les risques infectieux, de pneumothorax et de dégénérescence maligne de ce tissu embryonnaire anormal en blastome pleuropulmonaire, adénocarcinome brochioloalvéolaire ou encore rhabdomyosarcome restent conséquents. Ainsi on hésitera peu à effectuer une segmentation, voir une lobectomie, par thoracoscopie ou thoracotomie à 6 mois de vie sauf si le nourrisson présente des complications cardiorespiratoires auquel cas on opère déjà en néonatologie.
Les problèmes de dos sont aussi très nombreux dans le suivi post-opératoire. Les enfants qui ont bénéficié d'une intervention chirurgicale peuvent avoirdes cotes soudées (du a l’opération) , le retentissement sur la croissance et les os se fait sentir.
En effet, la synostose empêche le bon développement de la cage thoracique et cause un ralentissement global de la croissance de l'enfant. Il en découle souvent des douleurs au milieu du dos, la kinésithérapie n'a alors aucun effet, la chirurgie (décoller les côtes) reste la seule option. Le port d'un corset peut aussi être envisagé après cette opération.

## Traitement
Le seul traitement proposé est l’intervention chirurgicale : la lobectomie par thoracoscopie. Plus elle serait effectuée jeune, mieux les poumons pourront se re-développer et récupérer la capacité fonctionnelle. Le corps humain n'aimant pas le vide, le poumon sain prend la place libérée par la lobectomie.

## Devenir des enfants
De nombreuses complications peuvent survenir, comme la synostose costale — les cotes se collent et le restent — la kinésithérapie est proposée pour entretenir la capacité fonctionnelle.

## Conseil génétique
Aucun gène n'est connu comme responsable de cette maladie et aucun cas récurrent de cette pathologie n'a jusqu'à présent été décrit.